# 57-я отдельная мотопехотная бригада (Украина)
57-я отдельная мотопехотная бригада имени кошевого атамана Костя Гордиенко (укр. 57-ма окрема мотопіхотна бригада імені кошового отамана Костя Гордієнка, сокр. 57 ОМПБр, в/ч А1736) — военное соединение мотопехотных войск в составе Сухопутных войск Вооружённых сил Украины. Входило в состав ОК «Юг».
Бригада носила имя Костя Гордиенко —кошевого атамана Запорожской Сечи XVIII века.

## История
Бригада была сформирована осенью 2014 года, уже после начала войны на востоке Украины.
57-я отдельная мотопехотная бригада образована на базе 1-й специальной бригады территориальной обороны в городе Кропивницкий, согласно приказу командира воинской части В4533 № 1 от 30 октября 2014 года на основании общей директивы Министерства обороны Украины и Генерального штаба 2014 № 322/1/35-дск. Основой для формирования бригады стали 17-й, 34-й и 42-й отдельные мотопехотные батальоны — бывшие батальоны территориальной обороны.
Подразделения новой бригады продолжили выполнение боевых задач на востоке Украины в составе ООС. Для выполнения задач в секторе С на Дебальцевском направлении привлекались 17-й и 42-й отдельные мотопехотные батальоны 57-й отдельной мотопехотной бригады.
24 августа 2015 года бригаде вручено боевое знамя.
5 мая 2018 года состоялась торжественная церемония встречи бригады в Новой Каховке.
В сентябре 2023 года бригада начала перевооружение на БМП Rosomak, вооруженные 30-мм артиллерийской установкой Mark 44.

### Вторжение России на Украину
С начала полномасштабного вторжения России бригада ведёт активные боевые действия на стороне Украины.
Известно, что подразделение принимало участие в боях за Северодонецк.
С 2023 года бригада принимает участие в обороне Авдеевки.
После захода ВСРФ с севера в харьковскую область бригада была перекинута в город Волчанск где остановила продвижение российской армии по реке Волчья.
1 ноября 2024 года новосозданный батальон из бывших заключенных «Шквал» в результате городских боев в Волчанске взял в плен 15 российских солдат.
В июне 2025 года бригада вошла в новосозданный 16 армейский корпус.

## Вооружение
- Танки: БМ Булат и Т-64 обр.2017
- Боевые машины пехоты: БМП-1 и БМП-2
- Бронетранспортеры: YPR-765, KTO Rosamak, БТР-80
- БРДМ-2
- Боевые бронированные машины: MaxxPro, Dog
- Самоходные артиллерийские системы: 2С22 Богдана, 2С3 Акация, 2С1 Гвоздика
- Буксируемые артиллерийские орудия: Д-20, M777, M101
- Системы ПВО: 9К35 Стрела-10

## Структура[10]
- управление
- 1-й стрелковый батальон
- 2-й стрелковый батальон
- 9-й стрелковый батальон
- 17-й отдельный мотопехотный батальон «Кропивницкий» (село Зелёный Под)
- 34-й отдельный мотопехотный батальон «Батькивщина» (пгт Новоалексеевка)
  - Штурмовой батальон «Безумная». Специальное штурмовое подразделение, сформированное из чеченских добровольцев.
- 42-й отдельный мотопехотный батальон «Рух Опору» (село Зеленый Под)
- 117-й штурмовой батальон
- Спецподразделение «Хорт»
- Батальон специального назначения «Шквал»
- Танковый батальон
- Артиллерийская группа
  - 1-й самоходно-артиллерийский дивизион
  - 2-й артиллерийский дивизион
  - Реактивный дивизион залпового огня
  - Противотанковый батальон
- Батальон БПЛА «Мурчики»
- Грузинское подразделение «Грузинские партизаны»
- Батальон ПВО
- Батальон материально-технического обеспечения
- Инженерный батальон
- Рота РЛС
- Рота РХБЗ
- Разведывательная рота
- Медицинская рота
- Рота связи
- Ремонтно-востановительная рота
- взвод снайперов
- комендантский взвод

## Традиции

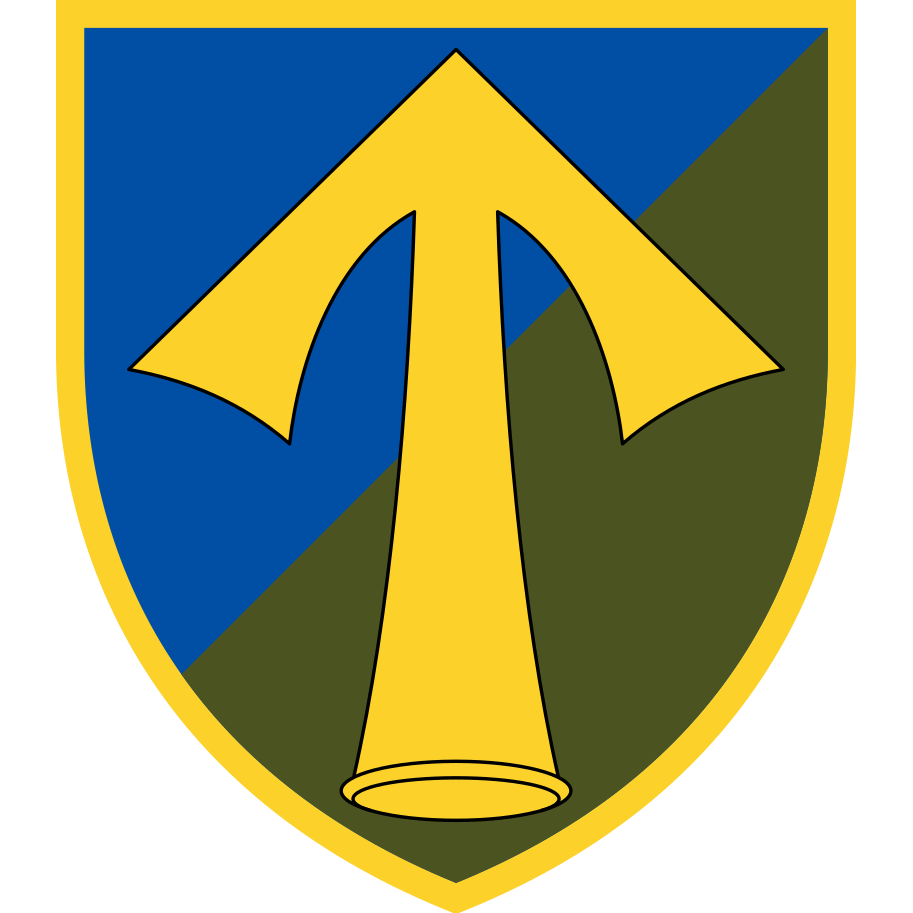
Вариант нашивки 57-й отдельной мотопехотной бригады

5 мая 2018 года, во время торжественной церемонии встречи бригады в Новой Каховке, было объявлено о намерении совместно с военным командованием ходатайствовать перед Верховным Главнокомандующим о присвоении 57-й отдельной мотопехотной бригаде имени Костя Гордиенко.

## Командиры
- полковник Сирченко, Сергей Петрович (2014—2015)
- полковник Красильников, Дмитрий Сергеевич[укр.] (2015 — сентябрь 2017)
- полковник Головашенко, Юрий Валентинович[укр.] (2017)[11]
- полковник Мишанчук, Анатолий Владимирович (2018—2022)
- полковник Бакулин, Александр Александрович[укр.] (с 2021?)